# Óscar Aguilera
Óscar Aguilera (11 de març de 1935) és un exfutbolista paraguaià.

## Selecció del Paraguai
Va formar part de l'equip paraguaià a la Copa del Món de 1958. Va jugar a diversos clubs andalusos com Sevilla o Granada.